# Eduard Geyer

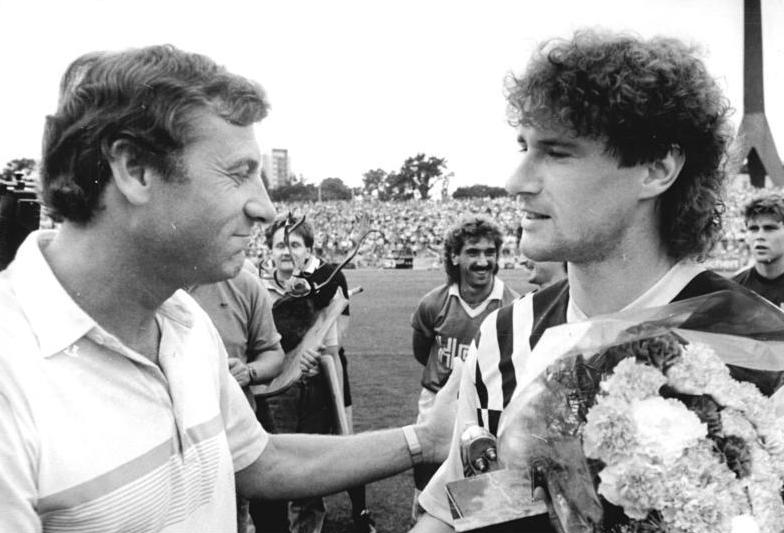
Eduard Geyer (till vänster) tillsammans med Andreas Trautmann

Eduard "Ede" Geyer, född 7 oktober 1944 i Bielitz i Övre Schlesien, är en tysk (fram till 1990 östtysk) fotbollstränare och före detta spelare.

## Tränaruppdrag
- SG Dynamo Dresden (2007-2008)
- FC Sachsen Leipzig (2006–2007)
- FC Energie Cottbus (1995–2005)
- FC Sachsen Leipzig (1992–1994)
- Förbundskapten för Östtysklands landslag (1990)
- SG Dynamo Dresden (1986–1989), DDR-mästare 1989

## Fotnoter
1. ↑  transfermarkt.com, transfermarkt.com spelar-ID: 222811, läst: 9 oktober 2017.[källa från Wikidata]
2. ↑  EU-Football, EU-Football.info tränar-ID: 1090, läst: 4 april 2022.[källa från Wikidata]